# 中山佐市
中山 佐七（なかやま さしち、1864年10月17日（元治元年9月17日） - 1943年（昭和18年）12月10日）は、日本の政治家。衆議院議員（1期）。

## 経歴
千葉県出身。1890年、東京法学院卒。大蔵省御用掛、逓信属兼鉄道会議書記、東京府農工銀行支配役、同頭取、全国農工銀行同盟会長、北海道採炭、玉川水道各(株)社長、横浜電気鉄道、東京薬品、横浜土地、金包里炭鉱各(株)監査役、横浜取引所理事、台湾炭鉱(株)取締役となる。
1920年の第14回衆議院議員総選挙において千葉1区から立憲政友会公認で立候補して当選する。衆議院議員を1期務め、1924年の第15回衆議院議員総選挙には立候補しなかった。1943年死去。墓所は多磨霊園